# Osso parietale
L'osso parietale è un osso del neurocranio, pari e simmetrico. È posto lateralmente e contribuisce a formare la volta cranica. Si articola con il parietale contro laterale lungo il piano sagittale mediano, formando la sutura sagittale.

## Aspetto
Le ossa parietali sono ossa piatte a forma quadrangolare irregolare, concava verso l'interno; presentano quattro margini, quattro angoli e due superfici.

### Facce
La faccia o superficie esterna è la parete esocranica, convessa, dell'osso parietale. Pur essendo prevalentemente liscia, presenta centralmente un rilievo, la bozza parietale, che indica la zona da cui è cominciata l'ossificazione dell'osso, e due linee curve concave verso il basso denominate linee temporali superiore ed inferiore. Queste sono rispettivamente le impronte della fascia temporale e dell'inserzione del muscolo temporale. Al di sopra di queste linee l'osso è coperto dalla galea aponeurotica (o aponeurosi epicranica), al di sotto prende parte alla formazione della fossa temporale.
Inoltre, nella zona superiore dell'osso, si può notare un foro vascolare incostante, di dimensioni e sede variabili, il foro parietale da cui fuoriescono delle emissarie del seno sagittale superiore per collegarsi a vasi del cuoio capelluto, e talvolta dell'arteria occipitale.
La faccia o superficie interna è la parete intracranica, concava, dell'osso parietale. Su di essa sono presenti i solchi meningei medi, impronte dei vasi ramificate portandosi verso la linea sagittale superiore, e le impronte delle circonvoluzioni cerebrali. Lungo il margine superiore decorre la porzione parietale del solco del seno sagittale, i cui margini danno attacco alla falce cerebrale. Vi sono inoltre presenti le impronte delle granulazioni aracnoidee del Pacchioni (meglio visibili in individui vecchi) e il foro parietale, se presente.

### Margini
Il margine sagittale è il più lungo e spesso, dentellato, per articolarsi con il parietale controlaterale, a formare la sutura sagittale.
Il margine squamoso, inferiore, è suddivisibile in tre porzioni:
- la porzione anteriore è sottile e appuntita, assottigliata a spese della superficie esterna, e ricoperta dalla punta della grande ala dello sfenoide, contribuendo alla formazione del punto craniometrico pterion
- la porzione mediana è arcuata verso il basso, assottigliata anch'essa a spese della superficie esterna, e ricoperta dalla squama dell'osso temporale
- la porzione posteriore è spessa e seghettata, per l'articolazione con la porzione mastoidea del temporale, contribuendo alla formazione del punto craniometrico asterion

Il margine frontale presenta delle profonde indentature ed è assottigliato a spese della superficie esterna verso l'alto e dell'interna verso il basso. Si articola con l'osso frontale, formando metà della sutura coronale. Il punto dove la sutura coronale si incontra con la sutura sagittale, forma una T detta bregma.
Il margine occipitale, profondamente dentellato, si articola con l'osso occipitale, formando metà della sutura lambdoidea. Il punto dove la sutura sagittale incontra quella lambdoidea è detto lambda, a causa della sua somiglianza con l'omonima lettera dell'alfabeto greco.

### Angoli
L'angolo frontale è pressoché un angolo retto, e corrisponde al punto di incontro delle suture sagittale e coronale (bregma). Nel cranio fetale e per circa un anno e mezzo dopo la nascita, questa regione è membranosa ed è detta fontanella anteriore o bregmatica.
L'angolo sfenoidale, sottile e acuto, si inserisce nello spazio tra l'osso frontale e la grande ala dello sfenoide. Nella sua superficie interna è marcato da un profondo solco, talvolta un canale, per le divisioni anteriori dell'arteria meningea media.
L'angolo occipitale è arrotondato e corrisponde al punto di incontro delle suture sagittale e lambdoidea (lambda). Questo regione nel feto è membranosa ed è detta fontanella posteriore o lambdoidea.
L'angolo mastoideo è tronco. Si articola con l'osso occipitale e con la porzione mastoidea del temporale, e presenta nella sua superficie interna un solco ampio e poco profondo, che ospita parte del seno trasverso.

## Ossificazione
L'ossificazione del parietale è membranosa e, differentemente da come si ritenesse una volta, non origina da un singolo centro, ma da due centri distinti, che però si fondono quasi subito. Tali centri appaiono presso l'eminenza parietale attorno alla settima-ottava settimana di vita fetale. L'ossificazione si estende gradualmente in maniera radiale dal centro verso i margini dell'osso. Il punto di inizio diverrà in seguito la bozza parietale. Gli angoli sono quindi le ultime porzioni ad ossificarsi, ed è per questo che esistono le fontanelle. L'ossificazione  continua fino circa al secondo anno di vita, quando le fontanelle saranno definitivamente chiuse.
Occasionalmente l'osso parietale è suddiviso in due parti, superiore ed inferiore, da una sutura anteroposteriore.

## Galleria d'immagini

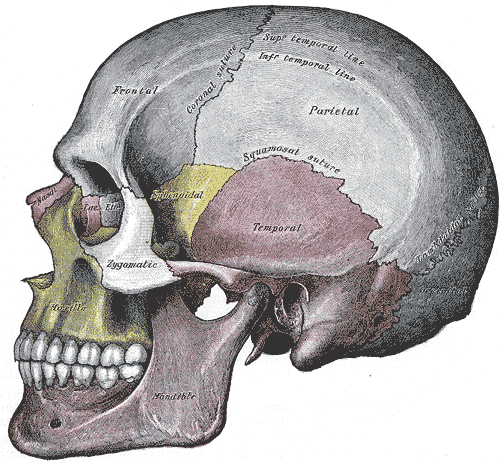
Vista laterale del cranio.
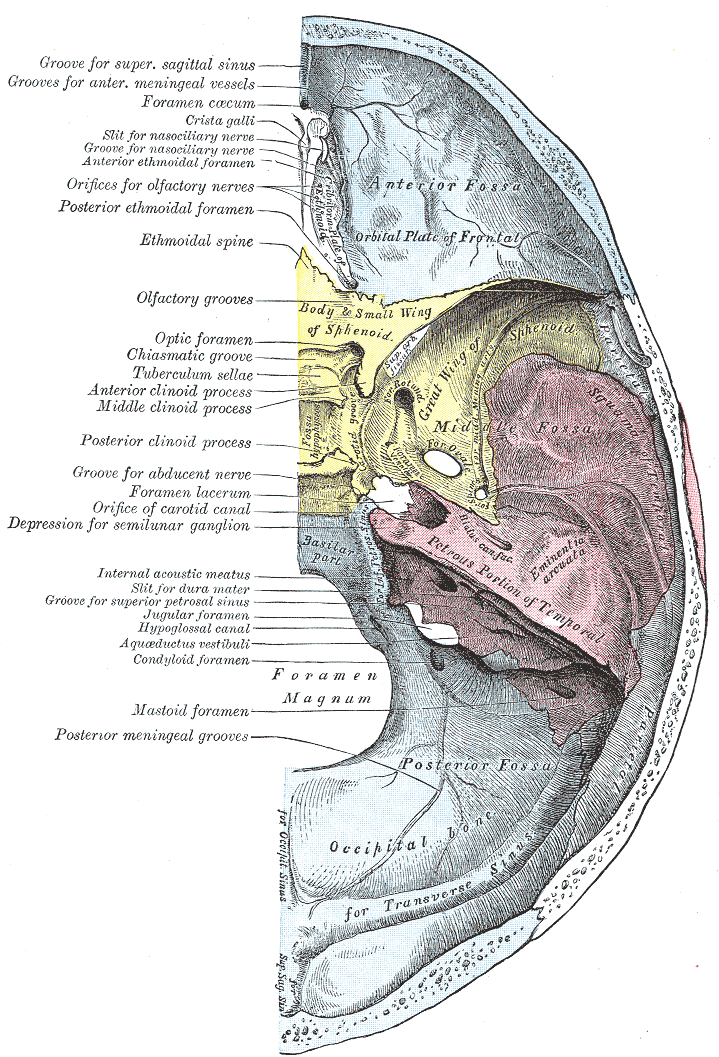
Base del cranio. Veduta superiore.
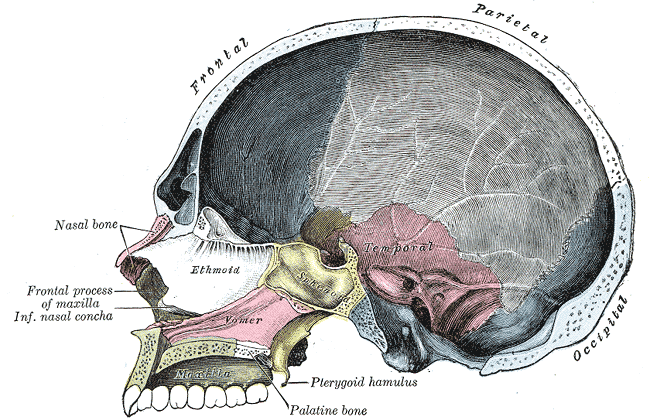
Sezione sagittale del cranio. Metà destra.
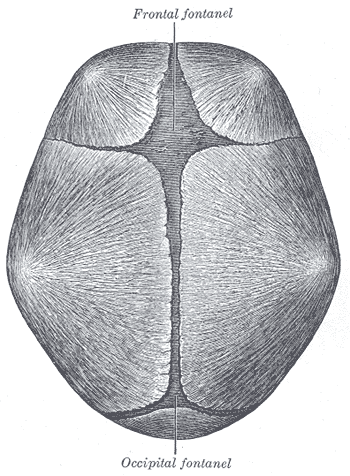
Cranio alla nascita. Si possono notare le fontanelle anteriore e posteriore.

## Negli altri animali
Nei vertebrati non umani le ossa parietali formano tipicamente la parte posteriore o centrale del tetto cranico, essendo poste dietro le ossa frontali. In molti tetrapodi estinti erano delimitate posteriormente da un paio di ossa postparietali che potevano essere situate solamente nel tetto cranico oppure portarsi verso il basso, contribuendo alla formazione della porzione posteriore del cranio, a seconda della specie in oggetto. Nel tuatara ed in alcune lucertole viventi, oltre che in molte specie fossili, una piccola apertura, il forame parietale o pineale, è posto tra le due ossa parietali o tra queste e le frontali. Quest'apertura è il punto in cui è localizzato un terzo occhio, lungo la linea mediana del cranio, molto più piccolo dei due occhi principali.